# Mistrzostwa Polski w Badmintonie 1971
8. Mistrzostwa Polski w badmintonie odbyły się w dniach 20–21 listopada 1971 roku w Mielcu.

## Klasyfikacja medalowa
| Konkurencja:            | Złoto:                                                   | Srebro:                                            | Brąz: |
| gra pojedyncza kobiet   | Lidia Baczyńska (Wrocław)                                | Jolanta Proch (Szczecin)                           | Teresa Masłowska (Warszawa) Maria Domańska (Kraków)                                                                 |
| gra pojedyncza mężczyzn | Wiesław Świątczak (Łódź)                                 | Andrzej Domagała (Wrocław)                         | Jan Makarus (Szczecin) Wiesław Danielski (Wrocław)                                                                  |
| gra podwójna kobiet     |                                                          |                                                    | |
| gra podwójna mężczyzn   | Andrzej Domagała (Wrocław) Krzysztof Englander (Wrocław) | Jerzy Grzywniak (Łódź) Włodzimierz Kacprzak (Łódź) | Adam Jaromin (Katowice) Eugeniusz Jaromin (Katowice) Zbigniew Śmilgin (Szczecin) Marek Złomko (Szczecin)            |
| gra mieszana            | Wiesław Świątczak (Łódź) Ewa Astasiewicz (Łódź)          | Jan Makarus (Szczecin) Jolanta Proch (Szczecin)    | Krzysztof Englander (Wrocław) Lidia Baczyńska (Wrocław) Leszek Nowakowski (Warszawa) Bogusława Chodownik (Warszawa) |